# Rechte van Euler

Rechte van Euler

De rechte van Euler is de lijn door het hoogtepunt H, het zwaartepunt Z en het middelpunt O van de omgeschreven cirkel van een driehoek. De ontdekking van deze lijn wordt aan Leonhard Euler toegeschreven.
De verhouding van de lengtes van de lijnstukken HZ en ZO is HZ:ZO = 2:1. Het middelpunt van de negenpuntscirkel ligt ook op de rechte van Euler.
Het lijnstuk OZH uit de rechte van Euler heeft lengte
{\displaystyle OZH={\sqrt[{2}]{9R^{2}-(a^{2}+b^{2}+c^{2})}},}
waarbij a, b en c de lengten van de zijden zijn van  ΔABC zijn en R de straal is van de omgeschreven cirkel van ΔABC.

## Overige
- In barycentrische coördinaten gebruikmakend van conway-driehoeknotatie is de vergelijking van de rechte van Euler

{\displaystyle S_{A}(b^{2}-c^{2})x+S_{B}(c^{2}-a^{2})y+S_{C}(a^{2}-b^{2})z=0}
- Het oneigenlijke punt van de rechte van Euler is het driehoekscentrum met kimberlingnummer X(30) en heeft barycentrische coördinaten

{\displaystyle \left((b^{2}-c^{2})^{2}+a^{2}(b^{2}+c^{2})-2a^{4}:(c^{2}-a^{2})^{2}+b^{2}(a^{2}+c^{2})-2b^{4}:(a^{2}-b^{2})^{2}+c^{2}(a^{2}+b^{2})-2c^{4}\right).}

## Websites
- D Klingens. Over de lengte van OH, OZ en OI in een willekeurige driehoek, april 2007.